# プレイング・フォー・キープス
『プレイング・フォー・キープス』（Playing for Keeps）は、アメリカのミュージシャン、ネルソン・ランジェルがGRPより1989年に発売したアルバム。
GRPからの第一弾。メイン楽器にソプラノ、アルト・サックス他、フルート及びピッコロを演奏している。"Find Your Way"においては口笛とカルメン・クエスタとコーラスしている。ジャネット・ジャクソンのカバー曲、"Let's Wait Awhile"収録。

## トラック・リスト
| #         | タイトル                  | 作詞・作曲                                 | 時間  |
| --------- | ------------------------- | ------------------------------------------ | ----- |
| 1.        | 「Playing for Keepst」    | J. Rowe                                    | 4:53  |
| 2.        | 「Let's Wait Awhile」     | J. Harris, T. Lewis, J. Jackson, M Andrews | 5:12  |
| 3.        | 「Waiting for an Answer」 | Art Labriola                               | 5:12  |
| 4.        | 「Falls in Love」         | J, V, Eps, N. Rangell                      | 4:18  |
| 5.        | 「You Say」               | N. Rangell, K. Kuepper                     | 5:12  |
| 6.        | 「Ten Worlds」            | C. Loeb                                    | 4:45  |
| 7.        | 「Find Your Way」         | K. Kuepper, N. Rangell                     | 5:19  |
| 8.        | 「Spercial People」       | J. Rowe                                    | 4:48  |
| 9.        | 「From One to Another」   | C. Loeb                                    | 5:25  |
| 合計時間: | 合計時間:                 | 合計時間:                                  | 45:24 |

## パーソネル
- ネルソン・ランジェル (Nelson Rangell) - アルト&ソプラノ・サックス、フルート、ピッコロ、口笛、ボーカル
- キップ・クーパー (Kip Kuepper) - プログラミング、キーボード
- チャック・ローブ (Chuck Loeb) - アコースティック・ギター、エレクトリック・ギター
- カルメン・クエスタ (Carmen Cuesta) - ボーカル
- ジェイ・ロウ (Jay Rowe) - キーボード
- ジョン・ヴァン・エプス (John Van Eps) - シンクラヴィア・プログラミング、キーボード
- アート・ラブリオラ (Art Labriola) - プログラミング、キーボード
- ギル・ゴールドスタイン (Gil Goldstein) - キーボード・ストリングス、キーボード
- エメディン・リヴェラ (Emedin Rivera) - パーカッション
- ゼヴ・カッツ (Zev Katz) - フレットレス・ベース
- デイヴ・ラタイチャク (Dave Ratajczak)  - ドラム・プログラミング、ミュージックシーケンサー